# Ophiocentrus koehleri
Ophiocentrus koehleri is een slangster uit de familie Amphiuridae.
De wetenschappelijke naam van de soort werd in 1926 gepubliceerd door Torsten Gislén.